# 木ノ下ゆり
木ノ下 ゆり（きのした ゆり、3月14日 - ）は、日本のタレント、歌手。岐阜県美濃市出身。

## 人物
- 秋葉原やあさがやドラムなどのライブハウスを中心に活動[1][2]。
- 自身で作詞・作曲も行っている。
- 魔法少女アニメについて詳しい。
- 楽器演奏については、サックス・ピアノを演奏できる。
- コスプレ喫茶「キャンディフルーツ・ストロベリィ」や、メイドのいるカラオケBOX「ライム☆ライト」でも活動している。
- アイドルサークルアニドルの第二期生としてアニメのアフレコにも参加している。
- 栃木県のご当地萌えキャラ「いちごのくにのイーたん」のキャラクターソングとして、木ノ下ゆりの楽曲「いちごのきもち」がカバーされている[3]。

## ディスコグラフィー

### シングル
1. 春風のメロディ ADCY-0001 （2008年3月14日）
2. 星空のダイアリー ADCY-0002 （2008年3月14日）
3. ピュアフル ADCY-0003（2008年9月14日）

### アルバム
1. 魔法少女 ADCA-0001（2007年3月14日）

## 出演

### テレビ
- BS日テレ「MIT Revolutions」
- TBS系列「さしこのくせに〜この番組はAKBとは全く関係ありません〜」

### ラジオ
- FM PiPi「族々はなしがE」
- SHANANA! FM「週末まるかんラジオ」
- FMおかざき「イブニングワイド」
- 岐阜AM「お昼のレコード室」
- 岐阜FM「EVENING TRIPPER」
- かつしかFM「キャラリンッぱ!」
- ラジオ日本「アキバ系絶対領域　アキバ系世界征服」
- ミュージックバード「infix 長友仍世のくるナイ」

### その他
- ネットラジオ「アニメのまちからこんにちは」
- ネットテレビ「あっ!とおどろく放送局」

など